# Black Dyke Band
Black Dyke Band, tidigare John Foster & Son Black Dyke Mills Band, är ett av världens äldsta och mest kända brassband. De kommer ursprungligen från Queensbury, West Yorkshire, England, där det startades 1855. Bandet är fortfarande baserat i Queensbury, men har numer medlemmar även utifrån.
Bandets Dirigent och musikalske ledare är euphoniumvirtuosen Dr. Nicholas Childs. Hans föregångare var trumpetaren James Watson.
Black Dyke har vunnit de brittiska mästerskapen för brassband 23, senast 2014. Bandet har också vunnit europeiska mästerskapen för brassband 13 gånger, senast 2015.
Bandet har samarbetat med bland annat bastrombonisten Douglas Yeo, Tori Amos, Peter Gabriel, The Beautiful South, Paul McCartney och Elton John.